# Linda Lepomme
Linda Lepomme (* 16. März 1955 in Lokeren, Flandern) ist eine belgische Schauspielerin und Sängerin. 

## Biographie
Lepommes Karriere begann 1978, als sie die Rolle der Hippolita im Fernsehfilm Toch zonde dat 't een hoer is übernahm. Im gleichen Jahr wirkte sie als Backgroundsängerin am Album Samen zijn we rijk des Sängers Benny Neyman mit. Im Jahr darauf spielte sie in der Comedyserie De Paradijsvogels mit. Neben weiteren Fernsehrollen wirkte sie auch in diversen Musicals mit.
1985 wurde sie intern vom Fernsehsender BRT ausgewählt, Belgien beim Eurovision Song Contest zu vertreten. Als Beitrag wurde die von Pieter Verlinden und Bert Vivier geschriebene Ballade Laat me nu gaan gewählt. Beim Wettbewerb in Göteborg hatte sie keinen Erfolg: Mit sieben Punkten (allesamt aus der Türkei) kam sie auf den 19. und damit letzten Platz. Auch kommerziell war ihr Beitrag kein Erfolg.
Nach einer Rolle im Film De Leeuw van Vlaanderen zog sie sich für einige Jahre aus der Öffentlichkeit zurück. 2000 übernahm sie die Stelle als künstlerische Leiterin der Musicalabteilung des Koninklijk Ballet van Vlaanderen, der größten belgischen Institution für klassischen Tanz und Ballett. 2001 hatte sie eine kleine Rolle im Kinofilm Pauline & Paulette. Für ihren Beitrag zur Entwicklung des flämischen Musicals erhielt sie 2004 einen Sonderpreis bei den nationalen Musicalpreisen. 2007 gab sie die Stelle nach Kürzung der Subventionen für die Abteilung auf und zog sich vollständig aus dem Musikbusiness zurück.

## Filmografie
- 1978: Toch zonde dat ’t een hoer is
- 1979: De Paradijsvogels
- 1980: De Eerste sleutel
- 1983: TV-Touché
- 1984: Zware jongens
- 1984: Levenslang
- 1985: De Leeuw van Vlaanderen
- 2001: Pauline & Paulette

## Diskografie
Singles
- Laat me nu gaan (1985)

- Just a Charade (1985, englische Fassung von Laat me nu gaan)